# Maciejów (gmina)
Maciejów – dawna gmina wiejska istniejąca do 1939 roku w woj. wołyńskim (obecnie na Ukrainie). Siedzibą gminy był Maciejów, który początkowo stanowił odrębną gminę miejską.
W okresie międzywojennym gmina Maciejów należała do powiatu kowelskiego w woj. wołyńskim. Gmina posiadała dwie duże eksklawy położone na obszarze powiatu lubomelskiego (na granicy gmin Luboml i Hołowno).
Według stanu z dnia 4 stycznia 1936 roku gmina składała się z 23 gromad. Po wojnie obszar gminy Maciejów wszedł w struktury administracyjne Związku Radzieckiego.